# Friedrich Heinrich von der Hagen

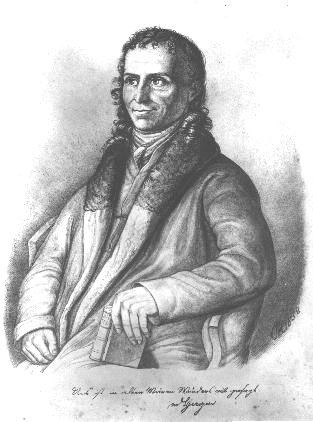
Friedrich Heinrich von der Hagen.

Friedrich Heinrich von der Hagen, född den 19 februari 1780 i Schmiedeberg, Brandenburg, död den 11 juni 1856 i Berlin, var en tysk germanist, som stod i förbindelse med svenska lärde och skildras i Atterboms Minnen.
von der Hagen var först jurist, men blev 1808 filosofie doktor och 1810 extra ordinarie professor i tyska språket och litteraturen vid Berlins universitet. von der Hagen var den förste, som gjorde forntyskan till universitetsstudium, och han verkade som lärare först i Berlin, sedan i Breslau och från 1824 åter i Berlin.
Han väckte och befordrade på båda ställena de germanistiska studierna, även om en från en senare tids ståndpunkt bristfällig vetenskaplig metod hindrade honom från att lämna kritiskt genomförda arbeten. Hans upplagor av äldre diktverk är dilettantiska, men vittnar om oerhörd flit och stor beläsenhet samt har gjort många viktiga litteraturskatter tillgängliga.